# TuS Schutterwald
Turn- und Sportverein Schutterwald (TuS Schutterwald) är en tysk idrottsförening från Schutterwald i Baden-Württemberg, bildad den 1 juni 1900. TuS Schutterwalds handbollssektion bildades 1928. Klubben är mest känd för framgångarna för herrlaget i handboll, som spelat flera år i Bundesliga. Klubben har förutom handbollssektionen även en gymnastiksektion.

## Spelare i urval
- Magnus Andersson (1992–1993, 1995–1997)
- Andreas Larsson (1996–1997)
- Arnulf Meffle
- Oliver Roggisch (1998–2000)